# Begonia jayaensis
Espèce
Begonia jayaensis est une espèce de plantes de la famille des Begoniaceae.
L'espèce fait partie de la section Diploclinium.
Elle a été décrite en 2005 par Ruth Kiew (1946-…).

## Répartition géographique
Cette espèce est originaire de Malaisie.